# Finnskogen

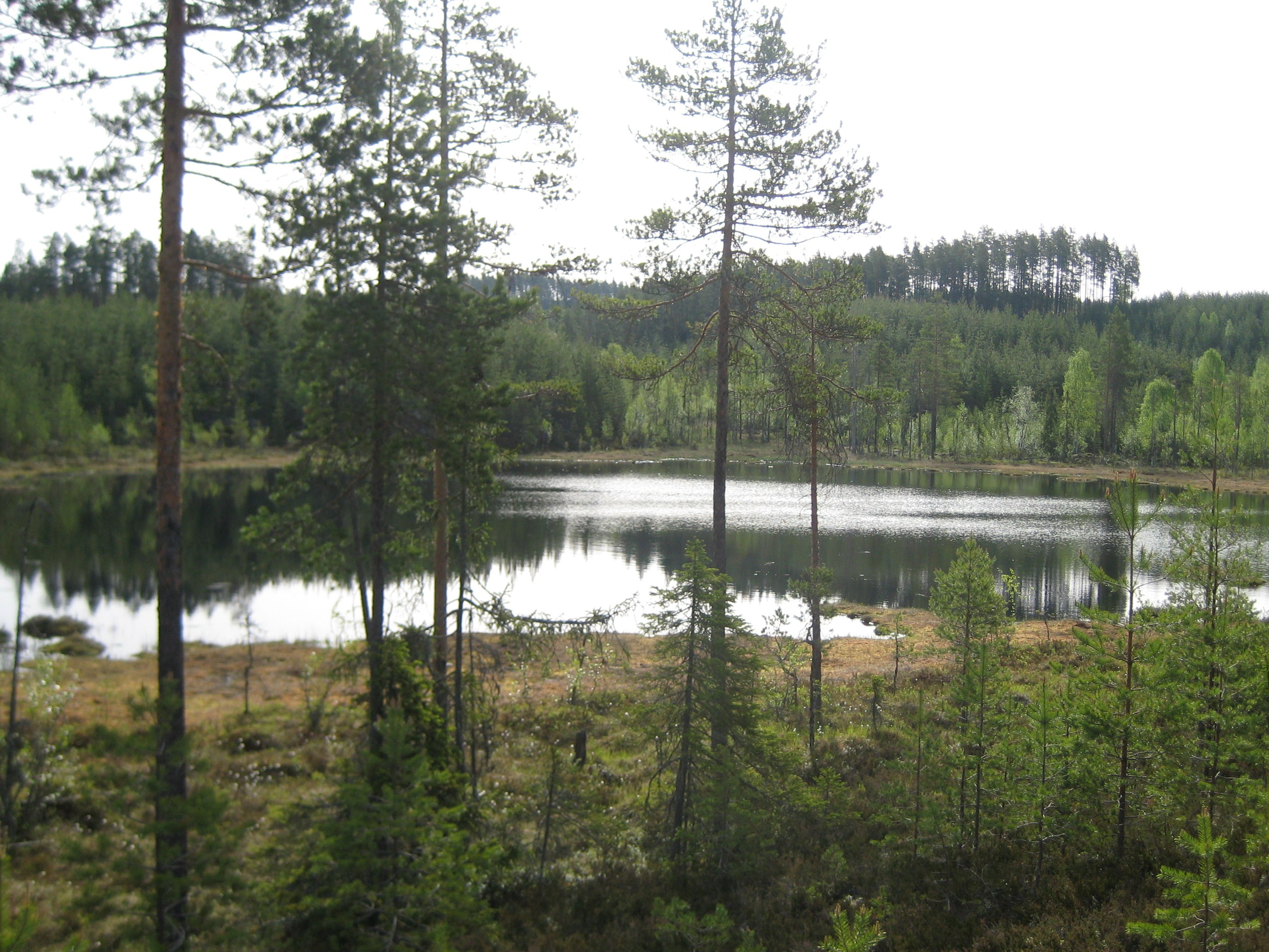

Finnskogen es un área de Noruega del condado de Hedmark fronteriza con Suecia. El nombre viene dado por la inmigración finesa durante el siglo XVII por los skogfinner (fineses del bosque).
El área está localizada al este de la región de Solør, y consiste en un cinturón boscoso de 32 km de largo adyacente con otra zona similar con un importante núcleo de inmigración finesa llamada Finnskogarna.
En otras partes del este de Noruega se encuentran zonas boscosas similares: Brandval, Vinger Finnskog of Kongsvinger (Austmarka), Søre Osen, Finnemarka (Drammen) y Nordmarka Oslo.

## Historia
Los fineses fueron animados a emigrar desde la parte finesa del Reino de Suecia a la Suecia verdadera, donde fueron recibidos por el Duque de Södermanland y posterior rey Carlos IX (1604-1611). En aquel entonces, el reino abarcaba el territorio de Suecia y de Finlandia. Los inmigrantes se asentaron en los dominios de la Corona: Värmland y Dalsland, ocupando así el área adyacente de la frontera entre Noruega y Dinamarca.
Sin embargo, los campesinos locales que vivían de la tala y quema ("svedjebruk") no vieron con buenos ojos la presencia de los inmigrantes, por lo que empezaron una persecución contra ellos. En 1636, se firmó un decreto en el que se ordena el desahucio de aquellos fineses no registrados como contribuyentes. La mayoría de ellos se trasladaron a Solør, donde se asentaron como una colonia. El censo de 1686 señaló que la mayoría de residentes habían nacido en Finlandia, aunque terminaron viviendo en Suecia poco antes de irse a Noruega.
No obstante, durante la Guerra de Torstenson, los fineses se posicionaron del bando sueco. En el conflicto tenían como objetivo espiar al ejército noruego.
En 1709, el general danés-noruego Hausmann exigió el desmantelamiento de Solør, pero el alguacil rechazó la orden puesto que la subsistencia de los granjeros dependía de ellos.